# Kim Hwa-gyeong
Kim Hwa-gyeong (kor.김 화경; ur. 18 lipca 1949) – południowokoreański zapaśnik w stylu wolnym. Olimpijczyk z Montrealu 1976, gdzie zajął piąte miejsce w kategorii 48 kg.
Brązowy medalista mistrzostw świata w 1975 i 1977, piąty w 1978. Trzecie miejsce na igrzyskach azjatyckich w 1970 i 1978 roku.